# Jean Nicolas
Jean Édouard Marie Nicolas (ur. 9 czerwca 1913 w Nanterre, zm. 8 września 1978) – francuski piłkarz, napastnik. Dwukrotny uczestnik mistrzostw świata.
W reprezentacji Francji zagrał 25 razy i strzelił 21 bramek. Debiutował 12 lutego 1933 w meczu z Austrią, ostatni raz zagrał w 1938. Raz pełnił funkcję kapitana zespołu. Podczas MŚ 34 i MŚ 38 rozegrał trzy mecze i strzelił trzy bramki. Grał w FC Rouen, wielokrotnie był królem strzelców drugiej ligi, a w 1938 pierwszej.

## Statystyki
| Klub     | Sezon     | Liga                     | Liga   | Liga | Coupe de France | Coupe de France | Inne   | Inne | Razem  | Razem |
| Klub     | Sezon     | Dywizja                  | Występ | Gole | Występ          | Gole            | Występ | Gole | Występ | Gole  |
| -------- | --------- | ------------------------ | ------ | ---- | --------------- | --------------- | ------ | ---- | ------ | ----- |
| FC Rouen | 1929/1930 | DH Normandy Championship | 0      | 3    | 0               | 0               | 0      | 0    | 0+     | 3     |
| FC Rouen | 1930/1931 | DH Normandy Championship | 14     | 26   | 5               | 11              | 1      | 7    | 20     | 43    |
| FC Rouen | 1931/1932 | DH Normandy Championship | 0      | 27   | 3+              | 5               | 2+     | 5    | 5+     | 37    |
| FC Rouen | 1932/1933 | DH Normandy Championship | 13     | 29   | 3               | 11              | 1      | 9    | 17     | 49    |
| FC Rouen | 1933/1934 | Ligue 2                  | 26     | 54   | 4               | 3               | 0      | 0    | 30     | 57    |
| FC Rouen | 1934/1935 | Ligue 2                  | 23     | 30   | 4               | 9               | -      | -    | 27     | 39    |
| FC Rouen | 1935/1936 | Ligue 2                  | 34     | 45   | 2               | 5               | -      | -    | 36     | 50    |
| FC Rouen | 1936/1937 | Ligue 1                  | 30     | 27   | 5               | 8               | 0      | 0    | 37     | 42    |
| FC Rouen | 1937/1938 | Ligue 1                  | 29     | 26   | 2               | 0               | 0      | 0    | 31     | 26    |
| FC Rouen | 1938/1939 | Ligue 1                  | 23     | 11   | 2               | 6               | 0      | 0    | 25     | 17    |
| FC Rouen | 1939/1940 | North Zone               | 1      | 0    | 0               | 0               | 0      | 0    | 1      | 0     |
| FC Rouen | Total     | Total                    | 191+   | 278  | 23              | 57              | 4+     | 21   | 218+   | 356   |